# Johanna Elisabeth af Slesvig-Holsten-Gottorp
Johanna Elisabeth af Slesvig-Holsten-Gottorp var datter af fyrstebiskop Christian August af Slesvig-Holsten-Gottorp og Albertine Friederike af Baden-Durlach, og dermed søster til fyrstbiskop Carl August og kong Adolf Fredrik af Sverige. Hun giftede sig med Fyrst Christian August af Anhalt-Zerbst, som besteg tronen i Fyrstendømmet Anhalt-Zerbst i 1742.
I 1744 fulgte hun med sin ældste datter til Rusland, hvor hun i to år opholdt sig ved tsarina Elisabeths hof. Johanna blev derimod indblandet i intriger og spionage, og endte med at blive udvist fra hoffet før brylluppet havde stået. Hun blev siden nægtet skriftlig kontakt med sin datter.
I 1744 døde ægtemanden, og hun blev dermed regent for sin mindreårige søn i Anhalt-Zerbst. Denne blev erklæret myndig i 1752. I 1758, under syvårskrigen, flygtede hun til Paris hvor hun slog sig ned som grevinde af Oldenborg. Der døde hun to år senere, 47 år gammel.

## Børn
- Sophie Auguste Friederike (1729–1796), gift med Peter 3. af Rusland, storfyrste og senere tsar
- Wilhelm Christian Friedrich (1730–1742), arveprins til Anhalt
- Friedrich August (1734–1793), senere fyrste af Anhalt-Zerbst
- Auguste Christine Charlotte (1736)
- Elisabeth Ulrike (1742–1745)

1. ↑  Navnet er anført på engelsk og stammer fra Wikidata hvor navnet endnu ikke findes på dansk.
2. ↑  Navnet er anført på engelsk og stammer fra Wikidata hvor navnet endnu ikke findes på dansk.